# Праинья (Сан-Роке-ду-Пику)
Праи́нья (порт. Prainha) — район (фрегезия) в Португалии, входит в округ Азорские острова. Расположен на острове Пику. Является составной частью муниципалитета Сан-Роке-ду-Пику. Население составляет 612 человека на 2001 год. Занимает площадь 27,90 км².